# Driekoningenkerk (Noordgouwe)
De Driekoningenkerk in de Nederlandse plaats Noordgouwe is een kerkgebouw uit 1462, eertijds toegewijd aan de driekoningen. Het is een bakstenen gebouw dat vroeger bepleisterd was. Het zuidelijk transept werd in 1846 afgebroken en in 1960 tijdens een restauratie weer opgebouwd. 
Opvallend in de kerk is het tongewelf dat schip en koor overdekt. De kerk is een locatie voor muziekuitvoeringen. De kerktoren staat aan de westzijde en is voorzien van een uurwerk. Hij werd opgetrokken tussen 1525 en 1550.

## Afbeeldingen

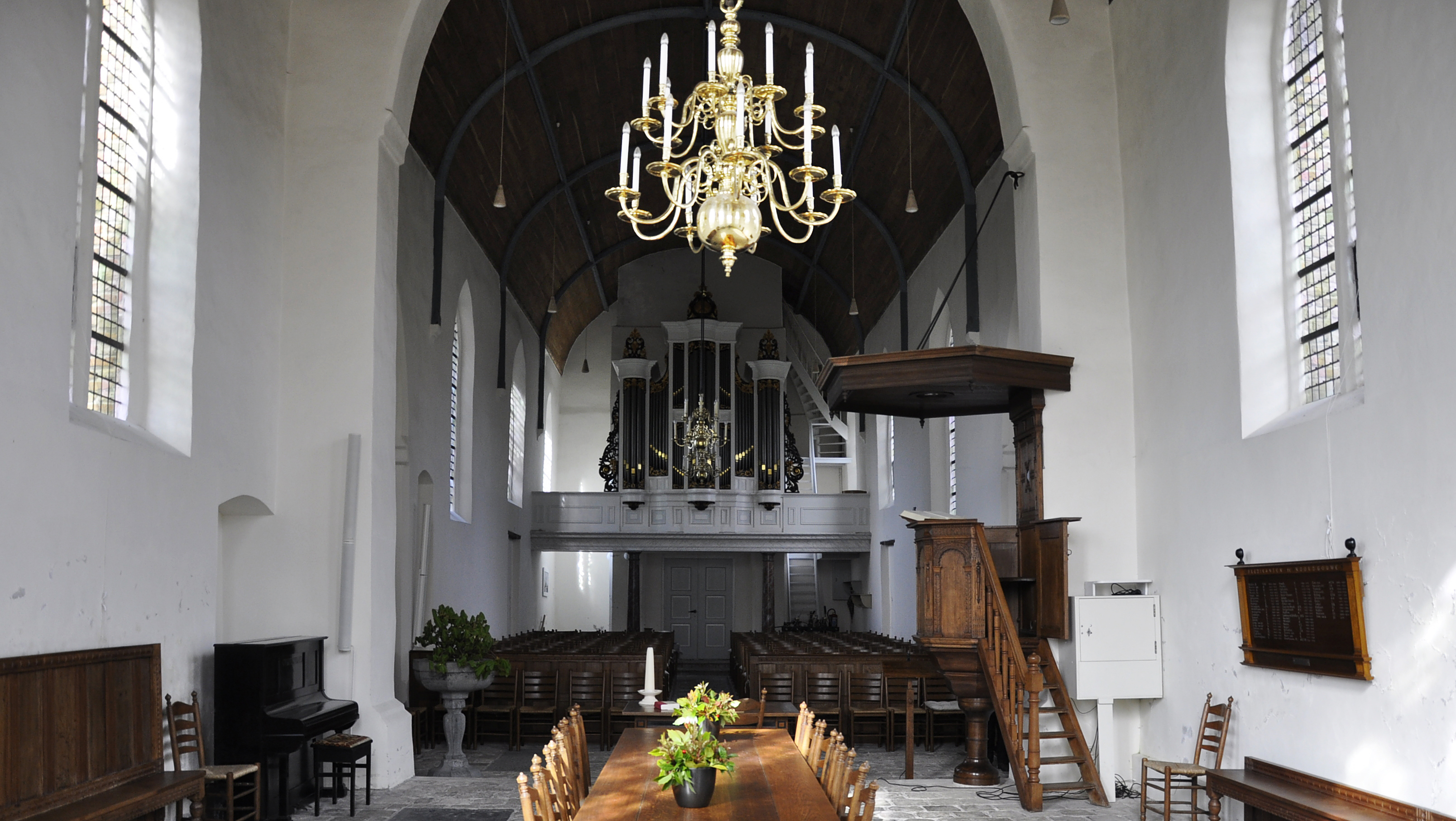
Interieur van de kerk